# Jan-Michael Williams
Jan-Michael Williams (1984. október 26. –) Trinidad és Tobagó-i válogatott kapus, a HFX Wanderers játékosa.

## Pályafutása
Hazája élvonalában, a marabellai Vibe CT 105 W Connection gárdájánál kezdte profi pályafutását 2001-ben. Itt több bajnoki címet és kupagyőzelmet jegyezhetett az ott eltöltött hat esztendő alatt.  Teljesítményére, mely 2007-ben jutott el csúcspontjára, felfigyelt az angol Sheffield United, majd leszerződtette, ám mivel a játékos nem kapott angliai munkavállalási engedélyt, a belga harmadosztályú White Star Woluwéhez került kölcsönbe. Egyébiránt ekkoriban az Újpestnél is járt próbajátékon, de végül nem kellett a liláknak. 2008 júliusában sheffieldi közvetítéssel igazolta le a Ferencváros, ahol első mérkőzésén épp a Sheffield United ellen védhetett egy félidőt. Williams 1+1 éves szerződést kapott.

## Nemzetközi porond
2001-ben már nemzetközi versenysorozatban vehetett részt az U17-es csapattal. Később más korosztályos válogatottakban is feltűnt. Jan-Michael Williams 2003 óta húsz alkalommal őrizhette a többek közt Dwight Yorke fémjelezte nemzeti csapat kapuját, legutóbb 2008 júniusában Bermuda ellen. Klubszinten a W Connectionnel szerepelt a CONCACAF sorozataiban.

## Egyéni sikerek
A játékos legnagyobb sikerét 2007-ben érte el trinidadi klubcsapatával, ahol a bajnoki elődöntőben gólt fejelt, s ezzel visszahozta csapata reményeit az utolsó pillanatokban, majd hárított két büntetőt,  így jöhetett a finálé. Később a döntőben is oroszlánrészt vállalt csapata sikeréből, brillírozott, s végül így lettek bajnokok a 2006/2007-es szezonban.

## Külső hivatkozások
- Profilja az ftc.hu-n (magyarul)